# DIN 33430
Die DIN  33430 beschreibt Anforderungen an berufsbezogene Eignungsdiagnostik. Im Juni 2002 wurde in Deutschland die erste Version der DIN-Norm mit der Bezeichnung Anforderungen an Verfahren und deren Einsatz bei berufsbezogenen Eignungsbeurteilungen veröffentlicht. Bei der Überarbeitung im Jahr 2016 hat der zuständige Arbeitsausschuss für die aktuell gültige Norm auch den Namen neu formuliert.
Mittlerweile existieren eine österreichische Fassung (ÖNORM D 4000) und eine Schweizer Fassung (SN 33430) sowie eine ISO-Norm 10667. Entsprechende Aus- und Weiterbildung sowie Zertifizierung bzw. Lizenzierung sind damit verbunden.
Die Normen gehören zu den Initiativen zur Qualitätssicherung in der Psychologischen Diagnostik.

## Inhalt der DIN 33430
Gegenstand der DIN 33430 sind Qualitätskriterien und -standards für berufsbezogene Eignungsdiagnostik. Die Norm bezieht sich auf alle Situationen, in denen die Eignung für Personen beurteilt wird. Sie ist beim DIN als Dienstleistungsnorm eingeordnet und macht Aussagen zu:
- Qualifikation der beteiligten Personen,
- Qualität der verwendeten Instrumente und
- Zusammenspiel und Design von Prozessschritten und Abläufen.

Damit spiegelt sie angemessen die Komplexität des Eignungsdiagnostischen Prozesses. Denn falsch angewendet oder in den Händen unzureichend ausgebildeter Personen sind auch die besten Verfahren nicht DIN-konform. Daher gibt es kein Verfahren, das ohne Berücksichtigung der Qualifikation der Personen und der Einhaltung der Abläufe für sich genommen die DIN-Kriterien erfüllt. Daher soll die Norm auch nicht im Sinne eines „Test-Gütesiegels“ angewandt werden.

### Ziele
Ziele der Norm sind:
- die Verbreitung wissenschaftlich fundierter Informationen zu berufsbezogenen Eignungsbeurteilungen;
- die Verbesserung der Qualität derselben sowie die Unterstützung für die Entwicklung und Weiterentwicklung von Verfahren.

Nicht Gegenstand der Norm sind Personalentscheidungen selbst, sie bleiben in der Verantwortung der Auftraggeber. Ziel ist die diagnostische Fundierung dieser Entscheidung.
Konkret bezieht sich die DIN 33430 auf:
- die Planung von berufsbezogenen Eignungsbeurteilungen;
- die Auswahl, Zusammenstellung, Durchführung und Auswertung von Verfahren sowie
- auf die Interpretation der Verfahrensergebnisse und die Urteilsbildung.

Außerdem formuliert sie
- Anforderungen an die Qualifikation der an der Eignungsbeurteilung beteiligten Personen.

Die Norm dient:
- Anbietern von Dienstleistungen (…) als Leitfaden für die Planung und Durchführung von Eignungsbeurteilungen;
- Auftraggebern in Organisationen als Maßstab zur Bewertung externer Angebote im Rahmen berufsbezogener Eignungsfeststellungen;
- Personalverantwortlichen bei der Qualitätssicherung und -optimierung von Personalentscheidungen, und
- dem Schutz der Kandidaten vor unsachgemäßer oder missbräuchlicher Anwendung von Verfahren zu Eignungsbeurteilungen.

Für die genannten Bereiche werden Standards der zur Zielerreichung (Eignungsbeurteilung) erforderlichen Sorgfalt des Verhaltens und der Kenntnisgewinnung formuliert, wobei der jeweilige Auftrag und die Rahmenbedingungen simultan zu betrachten sind. Durch die Festlegungen und Leitsätze ergeben sich indirekt auch Hinweise für die sach- und fachgerechte Entwicklung und Evaluierung von Tests, (Bewertungs-)Verfahren, Auswahlkriterien etc. Unter Verfahren versteht die DIN 33430 „praxiserprobte und wissenschaftlich abgesicherte Erkenntnismittel, die in standardisierter Weise zur Eignungsbeurteilung eingesetzt werden,“ (S. 23 f.) und nennt insbesondere Eignungsinterviews, biographische Fragebogen, berufsbezogene Persönlichkeitsfragebogen, Assessment-Center, Arbeitsproben sowie Tests. Auch die vom Testkuratorium der Föderation Deutscher Psychologenvereinigungen im Auftrag gegebenen Rezensionen von Testverfahren sollen zukünftig einem Schema folgen, welches an die DIN 33430 angelehnt ist.

### Ausgabe von 2016
Ab März 2011 arbeitete ein nationaler Spiegelausschuss laut Normenausschuss Dienstleistungen (NADL) an einer Überarbeitung der DIN 33430. Sie sollte die veränderten Rahmenbedingungen, insbesondere die Entwicklungen bei computergestützten Eignungstests sowie einzelne Festlegungen der ISO-Normen berücksichtigen.
Im Oktober 2014 wurde der überarbeitete Norm-Entwurf DIN 33430 „Anforderungen an berufsbezogene Eignungsdiagnostik“ veröffentlicht. Die revidierte Norm ist seit Juli 2016 verfügbar.
Gegenüber der 2002 veröffentlichten Norm wurden folgende Änderungen vorgenommen:
- Der Anhang A zu Anforderungen an Verfahrenshinweise wurde gekürzt, modifiziert und in die normativen Anhänge A (Anforderungen an Handhabungshinweise für Verfahren) und B (Anforderungen an Verfahrenshinweise für messtheoretisch fundierte Fragebogen und Tests) überführt;
- Der informative Anhang B mit Glossar wurde gestrichen;
- Der Informative Anhang C zu Hinweisen für die Ausschreibung eignungsdiagnostischer Prozesse und Verfahren unter Beachtung der DIN 33430 wurde neu aufgenommen;
- Die Eignungsmerkmale wurden differenziert, unterschieden werden u. a. Qualifikationsmerkmale oder Kompetenzen und Potenziale;
- Die Norm unterscheidet nun zwischen Dienstleistern, Beobachtern und Eignungsdiagnostikern;
- Der Prozessschritt „Planung von berufsbezogenen Eignungsbeurteilungen“ in den Aspekten „Auftragsklärung“, „Anforderungsanalyse“ und „Planung“ wurde konkretisiert;
- Die Anforderungen an Verfahren wurden konkretisiert in verfahrensunabhängige Anforderungen und verfahrensabhängige Anforderungen;
- Konkretisierung des Prozessschrittes „Dokumentation des Vorgehens“.

### Anwendung
Auf der Basis der DIN wurden von Kersting 2006 und in überarbeiteter Fassung 2008 Checklisten zur Beurteilung von Verfahren entwickelt, die zum Standard zur Information und Dokumentation von Instrumenten zur Erfassung menschlichen Erlebens und Verhaltens erklärt wurde. Eine weitere Checkliste legte Reimann (2009) vor.
Indem diese Checklisten abgrenzbare Module für Verfahren, Personen und Abläufe enthalten, wird die Norm unter Einhaltung ihres Prozesscharakters handhabbar.
Die Anwendung der Norm ist freiwillig. Anbieter können sich durch Selbsterklärung zur Einhaltung der Norm verpflichten. Im Oktober 2014 gab es eine Initiative der CDU-Fraktion im Landtag Nordrhein-Westfalens, die Landesverwaltung NRW zur Anwendung der DIN 33430 bei Eignungsbeurteilungen zu verpflichten.

### Zertifizierung und Lizenzierung
Eine DIN-konforme Zertifizierung der berufsbezogenen Eignungsbeurteilung als Gesamtdienstleistung in Deutschland ist bei unabhängigen Zertifizierungsstellen möglich, die bei der Deutschen Akkreditierungsstelle (DAkkS) für die Zertifizierung von Produkt-/Dienstleistungsnormen entsprechend DIN EN ISO 17065 akkreditiert sind. Hierzu gehört DIN CERTCO (Zertifizierungsgesellschaft der TÜV Rheinland Gruppe und des DIN Deutsches Institut für Normung e. V.), die ein Zertifizierungsprogramm für den Gesamtprozess der Eignungsbeurteilung entsprechend aktueller DIN 33430:2016 aufgelegt hat. Der Wert eines Zertifikates wird durch das Marktgewicht der Zertifizierungsstelle bestimmt. Zertifikate von nicht akkreditierten Organisationen haben einen geringen Wert, da sie von einer nicht vertrauenswürdigen Stelle ausgestellt wurden.
Von der Föderation Deutscher Psychologenvereinigungen wird eine Personen-Lizenzierung angeboten, die sich rein auf die personenbezogenen Wissensanforderungen (Kapitel 9) der DIN 33430 bezieht. Die DIN 33430 unterscheidet 3 Varianten:
- Lizenz E für Eignungsdiagnostiker(innen)
- Lizenz BE für Beobachter(innen), die an direkten mündlichen Befragungen beteiligt sind
- Lizenz BV für Beobachter(innen), die an Verhaltensbeobachtungen und -beurteilungen beteiligt sind.[10]

Die DIN-Akademie bietet zu diesen personenbezogenen Wissensanforderungen Blended-Learning-Module als Schulung an.
Bei DIN CERTCO / TÜV Rheinland, können Prüfungen zum DIN CERTCO-geprüften Eignungsdiagnostiker bzw. zum DIN CERTCO-geprüften Beobachter für Eignungsdiagnostik abgelegt werden. Diese Leistungsnachweise sind für die Ausübung eignungsdiagnostischer Tätigkeit nicht vorgeschrieben. Sie gehen aber in die Prüfung der Normenkonformität des eignungsdiagnostischen Gesamtprozesses ein.

### Kritik
Kritiker der Norm sehen die DIN 33430 als schwer verständlich für Nichtpsychologen an und befürchten einen hohen Dokumentations- und Arbeitsaufwand. Die anfänglich auch geäußerte Sorge der Entstehung einer „Zertifizierungsindustrie“ oder die Erhöhung der Kosten für Diagnostik hat sich nicht bestätigt. Den Fragen zur Verständlichkeit und zum Aufwand stehen z. B. die Vorteile eines Gewinns an Transparenz, der Reduzierung von Kosten wegen Fehlentscheidungen und die Erhöhung der Rechtssicherheit von Personalentscheidungen, die auf DIN 33430 beruhen, entgegen.

## ISO 10667
Auf Initiative des Berufsverbandes Deutscher Psychologinnen und Psychologen wurde das Deutsche Institut für Normung (DIN) beauftragt, einen Normungsprozess für eine internationale Norm beim ISO in Genf zu beantragen. Im März 2007 konstituierte sich daraufhin eine internationale ISO-Projektgruppe, welche die DIN 33430 und weitere nationale und internationale Standards zu einer ISO-Norm „Psychological Assessment“ (Procedures and methods to assess people in work and organizational settings) weiterentwickeln sollte. Eine Endform der Norm wurde im Oktober 2011 veröffentlicht. Die Norm ISO 10667 Assessment service delivery – Procedures and methods to assess people in work and organizational settings ist unterteilt in zwei Teile (Part 1: Requirements for the client, Part 2: Requirements for service providers). Dieser Standard unterscheidet sich von der DIN 33430 zum einen durch den Anwendungsbereich. Sie zielt nämlich nicht nur auf Eignungsdiagnostik (mit Individuen als Betrachtungsgegenstand), sondern auch auf Assessments und Evaluationen in Organisationen in Bezug auf Gruppen oder auch die vollständige Organisation. Zweitens hat sie, wie auch der Name sagt, eher die Zusammenarbeit zwischen Dienstleistern und Kunden im Fokus als die Formulierung von Anforderungen an gute Diagnostik. Sie geht davon aus, dass gute diagnostische Arbeit auf individueller Ebene, auf Teamlevel oder für die Gesamtorganisation nur dann funktionieren kann, wenn Auftraggeber und Auftragnehmer richtig zusammenarbeiten und macht für diese Zusammenarbeit Vorgaben und stellt so einen Rahmen dar, der für die konkrete Arbeit noch von spezifischen Qualitätsstandards oder beruflichen Richtlinien ergänzt werden muss.
Da es seit 2011 auf ISO Ebene ein technisches Komitee gibt (ISO TC 260, Human Resource Management), das sich ausschließlich mit der Bearbeitung und Entwicklung von internationalen Standards zum Personalmanagement befasst, hat das TMB (Technical Management Board) der ISO im Jahr 2016 beschlossen, die beiden Teile der ISO 10667 dem ISO TC 260 zuzuordnen. Das Komitee hat daraufhin entschieden, die beiden Teilstandards zu überarbeiten. Die Begründung für diese Überarbeitung war in erster Linie der technische Fortschritt und insbesondere der aufkommende Einsatz von KI, insbesondere in Assessment und Screening. Die Überarbeitung findet aktuell in der Arbeitsgruppe 5 (Workgroup 5, Recruiting) des ISO TC 260 statt.

## ÖNORM D 4000 (Österreich)
In Österreich wurde 2015 die ÖNORM D 4000, die sich an der DIN 33430 anlehnt und ergänzende Anforderungen enthält. Diese ÖNORM legt Anforderungen an Prozesse und Methoden fest, die der Feststellung der Eignung von Personen und der Förderung der Kompetenzen von Personen (persönliche Fähigkeiten, Fertigkeiten und Kenntnisse) sowie deren Zufriedenheit und Gesundheit im Zusammenhang mit Arbeit und Beruf bzw. den daraus resultierenden Verbesserungen des beruflichen Umfeldes dienen. Anwendungsfelder sind z. B. die Personalauswahl, die Personal- und Führungskräfteentwicklung und die Berufslaufbahnplanung.

## SN 33430 (Schweiz)
In der Schweiz wurde die SN 33430 auf der Basis der DIN 33430 erstellt und Ende 2024 verabschiedet. Die neue Schweizer Norm beschreibt, wie Personalentscheidungen vorbereitet, Beurteilungen durchgeführt und eignungsrelevante Informationen ausgewertet werden. Sie orientiert sich an der gleichnamigen Norm aus Deutschland. Wesentliche Änderungen sind:
- Eigenständiger Abschnitt zum Thema Fairness
- Reduktion der Qualifikationsniveaus von 3 auf 2 Kategorien (Beobachter sowie Eignungsdiagnostiker)
- Konzentration auf in der Praxis häufig eingesetzte Instrumente (SJT wird beispielsweise nicht gesondert behandelt)
- Anpassung und Erweiterung von Verfahren. Statt computerbasierter Verfahren werden digitale Verfahren angesprochen. Die Themen künstliche Intelligenz und Algorithmen werden eigens behandelt.
- Anpassung von Begrifflichkeiten

Die FSP hat die deutsche Norm zusammen mit der Schweizerischen Normen-Vereinigung (SNV) und renommierten Fachexpertinnen und -experten aus Wissenschaft und Praxis überarbeitet. Die Norm kann über die Webseite der SNV erworben werden. Aktuell ist die Norm nur auf Deutsch verfügbar. Sie befindet sich in Übersetzung und wird voraussichtlich Anfang 2025 auf Französisch publiziert. Das Inhaltsverzeichnis und die Einleitung sind als Voransicht abrufbar.
Eignungsdiagnostik zur Beurteilung von Kandidierenden ist bei Stellenbesetzungen in der Schweiz ein weitgehend unreguliertes Berufsfeld. Das Ziel der FSP besteht darin, im Einklang mit den juristischen Rahmenbedingungen eine «qualitätsgesicherte, transparente und vergleichbare Gestaltung von berufsbezogenen Eignungsbeurteilungen sowie eine pragmatische Verbesserung des Berufsbilds» zu erreichen. Laut Sébastien Simonet, einem der Mitwirkenden bei der Normerstellung, soll sich die Zertifizierung im Sinne eines Weiterbildungsausweises nicht nur an Fachkräfte aus der Arbeitspsychologie richten, sondern explizit auch an HR-Fachleute. Diese könnten sich je nach Vorwissen selbständig oder im Rahmen eines rund halbjährigen Lehrgangs ein eignungsdiagnostisches Grundwissen aneignen und sich damit auch nachhaltiger auf dem HR-Arbeitsmarkt positionieren.
Tanja Senn und Benedikt Hell (der ebenfalls an der Erarbeitung der Norm mitwirkte) haben eine Studie veröffentlicht, welche Schweizer Unternehmen psychologische Tests einsetzen. Der Testmarkt sei in weiten Teilen so intransparent, dass fundierte Vergleiche nur mit großem Aufwand möglich sind. Daher kommt es nicht zu einer notwendigen Bereinigung des Markts von minderwertigen Tests. Es setzen sich nicht die qualitativ hochwertigsten durch, sondern jene mit dem besten Marketing. Die Schweizer Norm zur Eignungsdiagnostik SN 33430 und das mit ihr verzahnte Test-Beurteilungssystem (TBS-DTK) liefern detaillierte Angaben zur Bewertung der Qualität von psychologischen Tests. Das TBS-DTK wurde 2006 erarbeitet, liegt seit Juli 2023 in der vierten revidierten Fassung vor und wird seither zur Bewertung von psychologischen Tests eingesetzt. Das TBS-Bewertungssystem und ein Verzeichnis der Rezensionen wird bei PSYNDEX dargestellt.

### Deutschland
- Video-Kurzdarstellung der DIN 33430 von Martin Kersting
- DIN 33430 Folien Stand Juni 2024 von Martin Kersting
- din33430portal.de - Website von BDP und DGPs zur DIN 33430 mit Informationen zu Inhalt, Lizenzinhabern und Ausbildung

### Österreich
- ÖNORM D 4000 auf austrian-standards

### Schweiz
- Neue Norm für Berufseignungsdiagnostik Medienmitteilung der FSP